# Equatorial Energia Maranhão
A Equatorial Energia Maranhão, anteriomente chamada de Companhia Energética do Maranhão S.A. (CEMAR), é uma empresa privada de comercialização e distribuição de energia elétrica localizada no estado do Maranhão, Brasil. É controlada pela Equatorial Energia, sua maior acionista.

## Histórico

### Cemar
O fornecimento de energia elétrica no Maranhão iniciou-se com a companhia de origem norte-americana Ulem Management Company, que gerava energia elétrica através de uma usina térmica a vapor. Com o Decreto-lei nº 1.491/1947, essa atividade foi absorvida pelo SAELTPAː Serviços de Águas, Esgotos, Luz e Tração.
A CEMAR foi fundada através da Lei Estadual n.º 1.609, de 14 de junho de 1958,  com o nome de Centrais Elétricas do Maranhão, com o objetivo de produzir e distribuir energia elétrica.
Em 1959, uma reforma administrativa desmembrou o SAELTPA em três instituições: as Centrais Elétricas do Maranhão (CEMAR); o Departamento de Água e Esgotos Sanitários (DAES); e o DTUSL, Departamento de Transportes Urbanos de São Luís (DTUSL).
Posteriormente, com a Lei Estadual n.º 4.621,  de 17 de dezembro de 1984, teve seu nome alterado para Companhia Energética do Maranhão - CEMAR.

### Privatização
A CEMAR foi incluída no Programa Nacional de Desestatização (“PND”) do governo federal. O governo do Maranhão constituiu a sociedade de economia mista Maranhão Investimentos S.A. (“MISA”) por meio da Lei n.º 6.952/97. A MISA tinha como acionistas o governo do Maranhão e a Usina Siderúrgica do Maranhão S.A. (USIMAR), tendo o controle da CEMAR sido adquirido pela empresa no mesmo ano.
Em 02 de abril de 1998, o BNDESPar adquiriu da MISA 33,2% do capital votante da CEMAR, como parte do processo de privatização da empresa. A Cemar registrou prejuízo líquido de R$ 72,2 mi em 1999.
Em 15 de junho de 2000, foi realizado o leilão da companhia na Bolsa de Valores do Rio de Janeiro, tendo sido comprada pela PP&L (Pennsylvania Power and Light Company), por meio de sua subsidiária BRISK Participações LTDA, por R$ 552,8 milhões de reais. 
A partir de 2001, a companhia apresentou problemas econômico-financeiros, enfrentando dificuldades em honrar compromissos com seus credores e de realizar investimentos, agravadas em especial pela crise energética de 2001, tendo um prejuízo de R$ 214 milhões naquele ano. Em 2002, foi dada entrada em uma concordata na Justiça Estadual do Maranhão.
A ANEEL por meio da Resolução n° 439/2002 decretou a intervenção administrativa na empresa, a fim de garantir a continuidade da prestação do serviço público de distribuição de energia no Maranhão.
Por meio da MP 181/2004, em decorrência da dívida de R$ 265 milhões da Cemar com a Eletrobrás, foi autorizada a conversão de parte dos créditos em ações, o elevou a participação societária da Eletrobrás na companhia de 1,63% para 40%.
Em abril de 2004, o controle acionário da Cemar foi transferido à SVM Participações e Empreendimentos Ltda (controlada por fundos de private equity da GP Investimentos) e foi encerrada a intervenção na companhia pela ANEEL.
A SVM negociou com os principais credores da companhia o plano de reestruturação da empresa, o que incluía a renegociação das dívidas (que somavam cerca de R$ 800 milhões) bem como o aumento do capital da Cemar em 155 milhões de reais em conjunto com a Eletrobrás, passando a SVM a deter 65% do capital votante da empresa, enquanto a Eletrobrás passou a deter cerca de 35%.
Em 6 de março de 2006, a ANEEL aprovou a implementação do plano de reestruturação societária proposto pela GP Investimentos, permitindo a venda das ações representando 46,25% do capital social total e de 50% do capital social votante da Companhia para o PCP Latin America Power Fund Ltd.
Em 2006, a empresa abriu uma IPO na Bolsa de Valores de São Paulo.
Em 2007, a Companhia apresentou ao mercado um plano de reestruturação acionária que contemplava 3 etapas. A primeira delas estava relacionada à transação entre GP Investimentos e o PCP Latin America Power Fund Ltd., e propunha a transferência ao PCP Latin America Power Fund da totalidade das ações detidas pela GP Investimentos na Equatorial Energia Holdings LLC, que controlava indiretamente a Companhia Na segunda etapa do plano de reestruturação, houve a incorporação da PCP Energia Participações S.A. pela Companhia.
Em 2008, a companhia migrou para o segmento Novo Mercado. Na continuidade da reestruturação societária, a PCP Latin America Power S.A. passou a controlar diretamente 55,5% na Companhia.
Em 2015, após duas operações no mercado acionário, as ações em circulação da Companhia passaram a ser de 100% e seu principal acionista passou a ser a Squadra Investimentos, com aproximadamente 15% do capital.

## Área de concessão
A Equatorial Maranhão é a única concessionária de distribuição de energia elétrica no estado e possui área de atuação de 332 mil km, representando cerca de 3,9% do território brasileiro, sendo a 2ª maior distribuidora do Nordeste do Brasil em termos de área de concessão.
A companhia possui 2,4 milhões de clientes, atendendo a cerca de 7 milhões de habitantes (3,37% da população do Brasil) nos 217 municípios do estado.

Em 2017, foram distribuídos 6.194 GWh de energia, representando um crescimento de 0,4% em relação a 2016.